# Chromatiaceae
Chromatiaceae é uma família de bactérias gram-negativas, não formadoras de esporos do filo Proteobacteria. Constitui um dos principais grupos de bactérias púrpuras sulfurosas.

## Gêneros
- Allochromatium
- Amoebobbacter
- Chromatium
- Halochromatium
- Isochromatium
- Lamprobacter
- Lamprocystis
- Marichromatium
- Nitrosococcus
- Pfennigia
- Rhabdochromatium
- Thermochromatium
- Thialkalicoccus
- Thiocapsa
- Thiococcus
- Thiocystis
- Thiodictyon
- Thioflavicoccus
- Thiohalocapsa
- Thiolamprovum
- Thiopedia
- Thiorhodococcus
- Thiorhodovibrio
- Thiospirillum